# 斯德哥尔摩经济学院

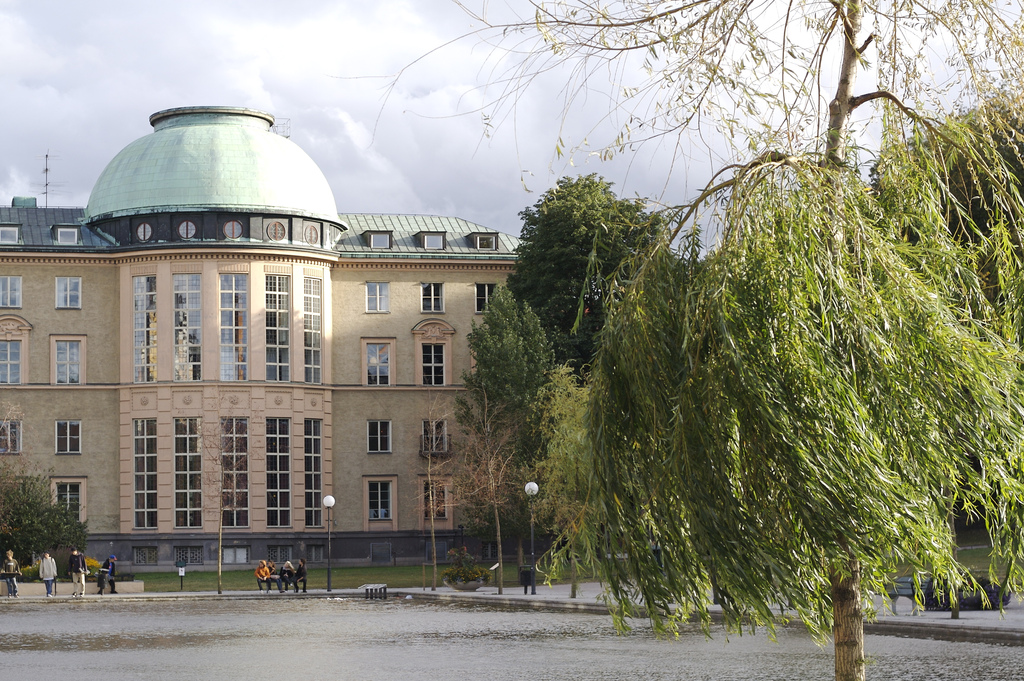
主建筑

斯德哥尔摩经济学院 （瑞典語：Handelshögskolan i Stockholm, HHS）位于瑞典首府斯德哥尔摩，另外在拉脱维亚首府里加和俄罗斯的圣彼得堡设有姊妹校区。

## 历史
该校成立于1909年，为北欧顶级的商学院之一，并通过EQUIS和AMBA认证。学校可授予经济学与管理学的学士、硕士、MBA以及博士学位。另外还提供面向高级管理人员的EMBA课程。该校设有工商管理，经济学，金融与会计以及通用管理等多个专业。目前在校学生为1700人，和230名教职工。
該校亦為CEMS全球管理教育聯盟成員之一。

## 外链
- Stockholm School of Economics' home page （页面存档备份，存于）
- SSE MBA Executive Format in Stockholm （页面存档备份，存于）
- Affiliated research institutes （页面存档备份，存于）